# TBI
TBI (ang. total body irradiation) – szczególna technika napromieniania w radioterapii polegająca na napromieniowaniu całego ciała.
W przeciwieństwie do teleterapii guzów nowotworowych (gdzie napromieniany jest tylko obszar guza) w technice TBI całe ciało pacjenta zostaje poddane działaniu promieniowania jonizującego. Napromienianie realizuje się z odległości dużo większej niż 100 cm(ang. source skin distance, SSD), ponieważ większość akceleratorów stosowanych w celach medycznych ma dość niewielkie rozmiary pola napromieniania (do 40 cm x 40 cm). Zgodnie z prawem Talesa (wiązka jest rozbieżna) w dużej odległości otrzymuje się duże pole napromieniania. W celu wyrównania rozkładu dawki w ciele pacjenta stosuje się bolus (ciekły lub stały). Całe ciało pacjenta (z wyjątkiem osłanianych płuc) otrzymuje dawkę 9-14 Gy. Ścianę klatki piersiowej, znajdującą się w sąsiedztwie płuc dopromienia się poprzez napromienianie wiązką elektronową o zasięgu praktycznym nie większym niż jej grubość. Dawka śmiertelna dla 50% populacji (LD50) to ok. 4 Gy. Aby nie dopuścić do śmierci pacjenta dawkę podaje się stopniowo (tzw. frakcjonowanie dawki; ang. fractionated total body irradiation, FTBI). Sposób frakcjonowania dawki i jej całkowita wielkość zależą od ośrodka leczenia i stosowanej przez niego procedury. Technika TBI jest stosowana w celu przygotowania pacjenta do przyjęcia przeszczepu szpiku kostnego w leczeniu białaczki. Jest techniką uzupełniającą dla chemioterapii.